# Santa Caterina Villarmosa
Santa Caterina Villarmosa település Olaszországban, Szicília régióban, Caltanissetta megyében. Lakosainak száma 4673 fő (2023. január 1.). Santa Caterina Villarmosa Alimena, Caltanissetta, Enna, Petralia Sottana, Resuttano és Villarosa községekkel határos.

## Népesség
A település lakossága az elmúlt években az alábbi módon változott:
| Lakosok száma | 5342 | 5253 | 4673 |
|               | 2017 | 2018 | 2023 |